# Nikolaj (Paškov)
Nikolaj (světským jménem: Alexandr Anatoljevič Paškov; * 10. února 1972, Kujbyšev) je ruský duchovní Ruské pravoslavné církve a biskup georgijevský a praskovejský.

## Život
Narodil se 10. února 1972 v Kujbyševu (dnes Samara).
Studoval na průmyslové škole v rodném městě a Samarské akademii architektury a stavitelství. Od roku 1990 sloužil jako ponomar Pokrovského chrámu v Samaře. Stejného roku se stal hypodiákonem arcibiskupa Jevsevija (Savvina) a později Sergije (Poletkina), který ho 18. dubna 1998 rukopoložil na diákona a 26. dubna na jereje. Stal se klerikem Pokrovského chrámu.
Dne 8. září 1998 byl jmenován představeným chrámu svatého Mikuláše vesnice Bogatoje a 4. ledna 2000 Uspenského chrámu v Samaře. Studoval na Samarském duchovním semináři a Moskevské duchovní akademii. Od 7. října 2012 sloužil jako blagočinný Bogatovského okruhu kinělské eparchie.
Dne 5. ledna 2015 přijal mnišský postřih se jménem Nikolaj na počest svatého Mikuláše. Dne 27. prosince 2016 byl zvolen představeným Nikolského monastýru ve vesnici Bogatoje.
Dne 24. října 2024 jej Svatý synod zvolil biskupem georgijevským a praskovejským. Dne 3. listopadu byl povýšen na archimandritu a biskupská chirotonie proběhla 18. listopadu v Donském monastýru. Hlavním světitelem byl patriarcha moskevský a celé Rusi Kirill.